# Episodi di Blossom - Le avventure di una teenager (seconda stagione)
La seconda stagione della serie televisiva Blossom - Le avventure di una teenager è stata trasmessa in anteprima negli Stati Uniti d'America dalla NBC tra il 16 settembre 1991 e il 4 maggio 1992.
In Italia è stata trasmessa in prima TV dal 18 dicembre 1994 su Rai 2, nella fascia mattutina con un solo episodio settimanale, ogni domenica mattina alle ore 11:30. Gli episodi non sono stati trasmessi in onda in ordine cronologico.
| nº | Titolo originale              | Titolo italiano              | Prima TV USA      | Prima TV Italia  |
| -- | ----------------------------- | ---------------------------- | ----------------- | ---------------- |
| 1  | Second Base                   | Seconda base                 | 16 settembre 1991 | 22 gennaio 1995  |
| 2  | Here Comes the Buzz!          | Il ritorno di Buzz           | 23 settembre 1991 | 18 dicembre 1994 |
| 3  | The Joint                     | Oggetti smarriti             | 30 settembre 1991 | 29 gennaio 1995  |
| 4  | I'm with the Band             | Io suono con la banda        | 7 ottobre 1991    | 12 febbraio 1995 |
| 5  | Honor?                        | L'onore                      | 14 ottobre 1991   | 19 febbraio 1995 |
| 6  | To Tell the Truth             | La verità ha le gambe lunghe | 21 ottobre 1991   | 26 febbraio 1995 |
| 7  | Intervention                  | Una giornata insieme         | 4 novembre 1991   | 5 marzo 1995     |
| 8  | Run for the Border            | Foto di famiglia             | 11 novembre 1991  | 12 marzo 1995    |
| 9  | Blossom - A Rockumentary      | Un sogno rock                | 18 novembre 1991  | 19 marzo 1995    |
| 10 | Expectations                  | L'attesa                     | 25 novembre 1991  | 5 febbraio 1995  |
| 11 | You Can't Go Home             | Follie notturne              | 2 dicembre 1991   | 26 marzo 1995    |
| 12 | This Old House                | Casa mia, casa mia           | 9 dicembre 1991   | 2 aprile 1995    |
| 13 | It's a Marginal Life          | I regali di Natale           | 16 dicembre 1991  | 25 dicembre 1994 |
| 14 | The Test                      | L'esame                      | 6 gennaio 1992    | 9 aprile 1995    |
| 15 | Hot for Teacher               | Il supplente                 | 13 gennaio 1992   | 16 aprile 1995   |
| 16 | Three O'Clock and All Is Hell | Un uomo di successo          | 20 gennaio 1992   | 23 aprile 1995   |
| 17 | Losers Win                    | La vittoria dei perdenti     | 10 febbraio 1992  | 7 maggio 1995    |
| 18 | The Letter                    | Una video-lettera per Maddy  | 17 febbraio 1992  | 21 maggio 1995   |
| 19 | Wake Up Little Suzy           | Pigiama party                | 24 febbraio 1992  | 18 giugno 1995   |
| 20 | You Must Remember This        | Musica che passione          | 2 marzo 1992      | 4 giugno 1995    |
| 21 | House Guests                  | Ospiti in casa               | 23 marzo 1992     | 14 maggio 1995   |
| 22 | Whines and Misdemeanors       | Bugie a catena               | 6 aprile 1992     | 30 aprile 1995   |
| 23 | Driver's Education            | Provaci ancora Blossom       | 27 aprile 1992    | 11 giugno 1995   |
| 24 | Spring Fever                  | Febbre di primavera          | 4 maggio 1992     | 25 giugno 1995   |